# Jonás Guerrero Corona
Jonás Guerrero Corona (El Chante, Autlán de Navarro, Jalisco, 20 de novembro de 1946) é um padre e bispo mexicano que serve como bispo de Culiacán.
Ele foi ordenado sacerdote em 5 de junho de 1976.
Nomeado bispo auxiliar da Cidade do México em 29 de janeiro de 2000 pelo Papa João Paulo II.
O cardeal Norberto Rivera o nomeou bispo auxiliar do VI Vigário Episcopal da Arquidiocese Primada do México em 4 de março do mesmo ano.
Em 18 de março de 2011, foi nomeado bispo da Diocese de Culiacán.